# Sveriges damlandslag i innebandy
Sveriges damlandslag i innebandy representerar Sverige i innebandy på damsidan. Sverige medverkade i världens första officiella damlandskamp i innebandy, som spelades den 8 maj 1993, där Norge förlorade med 6-0 i Örebro. Sveriges innebandydamer blev världsmästare 1997, 2003, 2007, 2009, 2011, 2013, 2015, 2017, 2019 2021, och 2023.